# Kirchenhügel

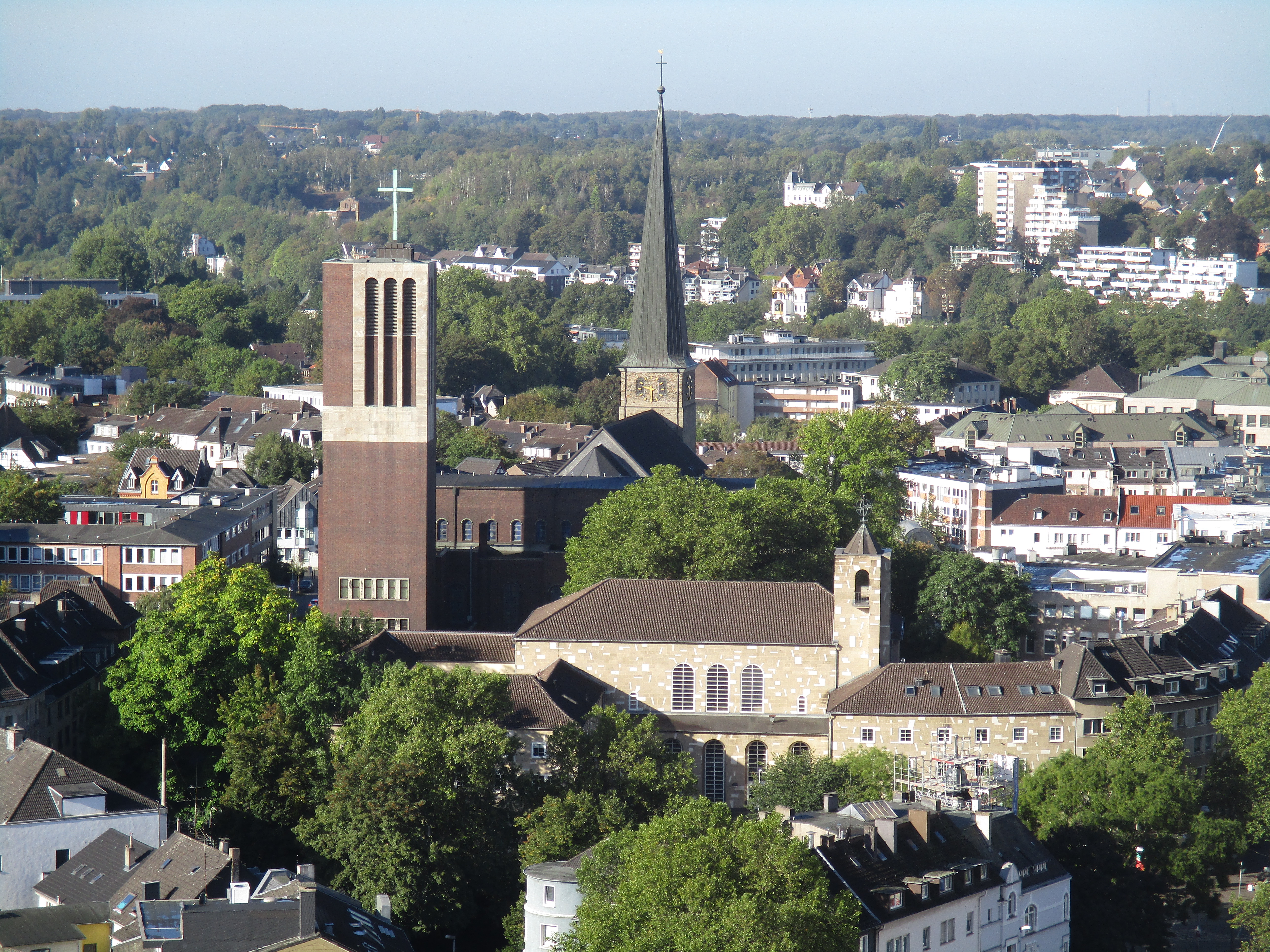
Kirchenhügel mit Altenhof, St. Mariae Geburt und Petrikirche 2020

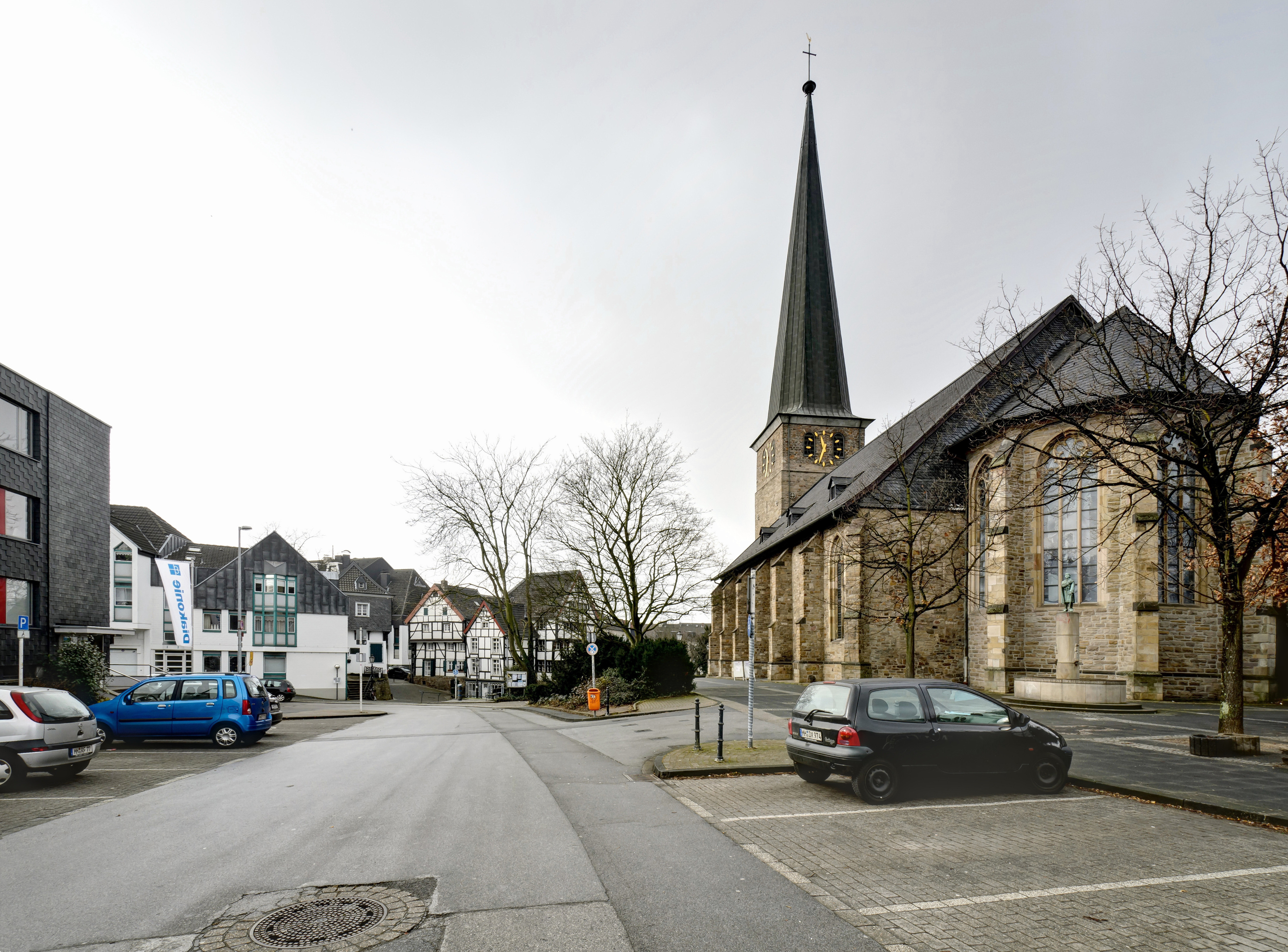
Kirchenhügel mit Petrikirche 2012 vor der Errichtung des Petrikirchenhauses, Blick nach Westen

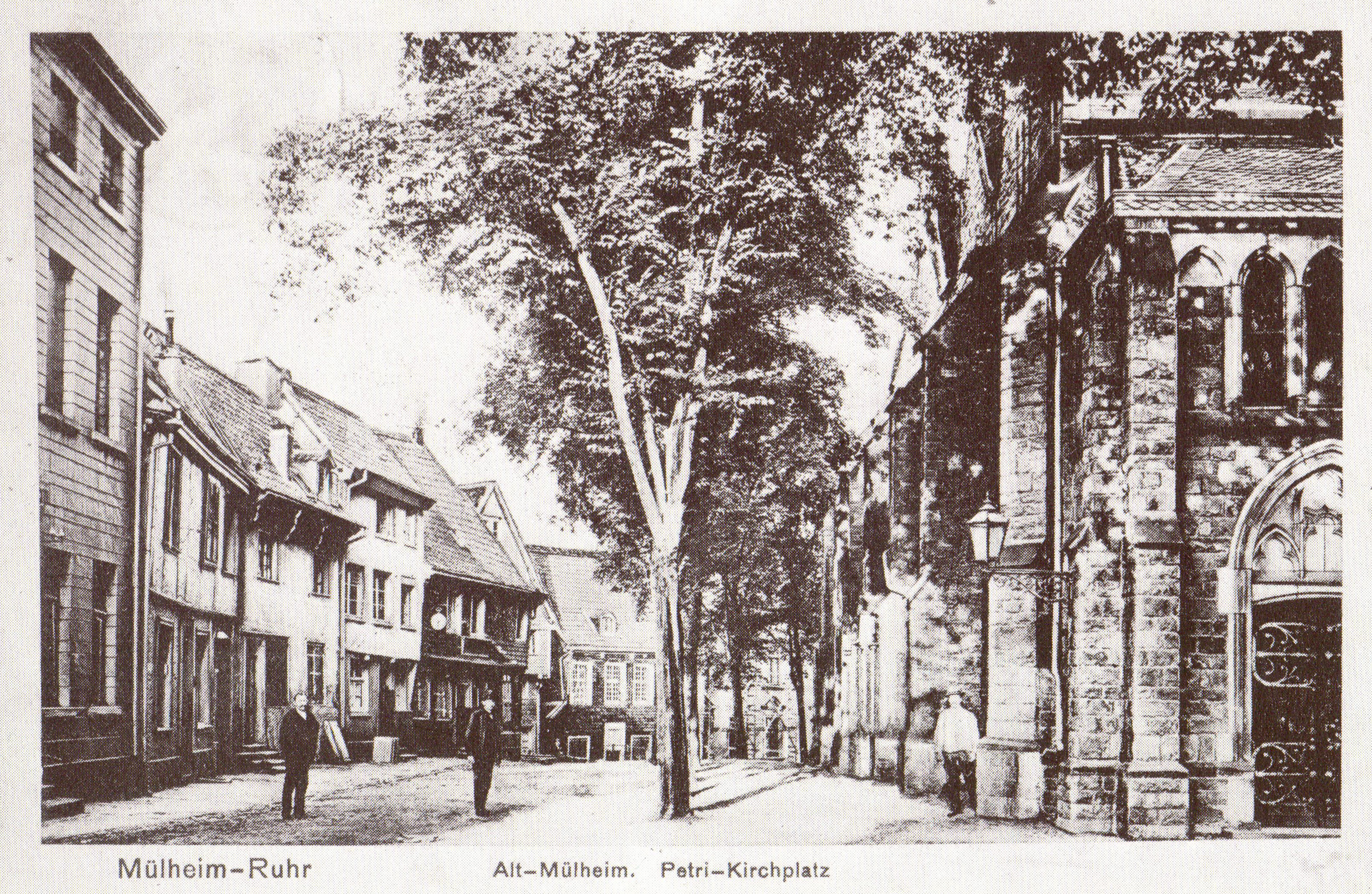
Kirchenhügel mit Petrikirche um 1910, Blick nach Westen

Der Kirchenhügel ist eine Anhöhe in Mülheim an der Ruhr rechts der Ruhr, auf der sich der Kern der Altstadt befand. Die Altstadt wurde 1943 und 1944 während des Zweiten Weltkrieges durch Fliegerbomben zum großen Teil zerstört. Nach Kriegsende wurden weitere baufällige Gebäude abgerissen.
Aus der Vorkriegszeit sind auf dem Kirchenhügel außer dem unzerstörten Rest der alten Fachwerkbebauung zwei Kirchen erhalten. Beide wurden gut restauriert. Die 1093 ersterwähnte evangelische Petrikirche mit kirchenmusikalischer Tradition ist neben dem Rathausturm ein Wahrzeichen der Stadt Mülheim.
Die katholische Pfarrkirche St. Mariä Geburt wurde 1928/1929 von dem Architekten Emil Fahrenkamp erbaut. Der Bau der Kirche wurde maßgeblich von der Familie Thyssen finanziert. Das Wandbild über dem Altar, das das Himmlische Jerusalem darstellt, stammt von Ernst Rasche. Eine von Dominikus Böhm entworfene Taufkapelle wurde 1943 zerstört.
Die Stiftung Petrikirchenhaus begann in den 2010er Jahren mit der Errichtung eines nach historischem Vorbild gestalteten Gebäudes, das im Krieg zerstörte Ensemble wiederherzustellen. Das Projekt war aufgrund architektonischer und städteplanerischer Erwägungen zunächst umstritten. Nach Fertigstellung im Jahr 2017 wurde das Projekt jedoch wegen der harmonischen Eingliederung in das Gesamtensemble gelobt.